# Przerzeczyn Zdrój (przystanek kolejowy)
Przerzeczyn Zdrój − nieczynny przystanek osobowy w Przerzeczynie-Zdroju, w Polsce, w województwie dolnośląskim.